# 수재나 하커
수재나 하커(Susannah Harker, 1965년 4월 26일 ~ )는 잉글랜드의 배우이다.

## 출연 작품
- 더 콜링 (2009)
- 정사 (2001)
- 울트라바이올렛 (1998)
- 오만과 편견 (1995)
- 셜록 홈즈 (1991)
- 백색의 계절 (1989)
- 버크와 윌스 (1985)